# Абрамов Сергій Олександрович
Сергі́й Олекса́ндрович Абра́мов (рос. Серге́й Алекса́ндрович Абра́мов, 10 квітня 1944, Москва — 7 квітня 2024 ) російський радянський та російський письменник-фантаст, журналіст, громадський та політичний діяч. Більшість своїх фантастичних творів написав у співавторстві з батьком Олександром Абрамовим, твори початку ХХІ століття писав разом із сином Артемом Абрамовим.

## Біографія
Сергій Абрамов народився у 1944 році в Москві. Ще з 17 років він почав публікувати перші свої як віршовані, так і прозові твори. Під час навчання в Московському автодорожному інституті він зацікавив свого батька Олександра Абрамова ідеями з написання фантастичних творів, і Абрамов-старший повертається до фантастичної літератури, яку він перестав писати за 40 років до того, та пише фантастичні твори у співавторстві із сином. Першим їх спільним твором стала повість «Ходіння за три світи». Більшість їх спільних творів витримана в дусі фантастики соціалістичного реалізму, розповідає про контакти з іншопланетними цивілізаціями, у тому числі їх найкращі твори — трилогія «Вершники нізвідки» (до якої входять однойменний роман та романи «Рай без пам'яті» і «Час проти часу») і роман «Селеста-7000», а також про подорожі в паралельні світи. Останній їх спільний твір опублікований у 1980 році. Пізніше Сергій Абрамов розпочав писати самостійно. Його самостійні твори характеризуються більшим нахилом до фентезі та міфології, схильністю до глибшого опису психології героїв. Серед творів Сергія Абрамова періоду кінця 80-х — початку 90-х років ХХ століття є й навіть фантасмагорії («Неформашки», «Стоп-кран»). На початку ХХІ століття в творчості письменника помітними є релігійно-містичні мотиви, особливо в дилогії «Мій престол — Небо», яку Сергій Абрамов, як і інші твори цього періоду, написав у співавторстві з сином Артемом Абрамовим.
Одночасно із літературною діяльністю Сергій Абрамов тривалий час займався журналістською діяльністю, працював у газетах «Литературная газета» і «Правда» та журналах «Смена» і «Театр», з 1988 року заснував і видавав тижневик «Семья». Одночасно він був керівником ради з фантастичної та пригодницької літератури при Спілці письменників РРФСР. У 90-х роках ХХ століття Сергій Абрамов працював у видавничому та інвестиційному бізнесі. З 1997 року він перейшов на державну службу, був першим заступником голови Комітету із телекомнікацій та засобів масової інформації у мерії Москви. З 2000 року Сергій Абрамов став першим заступником начальника управління внутрішньої політики Адміністрації президента Росії, та є секретарем президентських рад із культури та мистецтву, науки і технологій, освіти та спорту. Одночасно він працює й у бізнесі, є головою спостережної ради «Берінг Восток Кепітал Партнерс». Також Сергій Абрамов є експертом та членом керівних органів кількох російських громадських організацій.

## Переклади
Твори Олександра і Сергія Абрамових перекладені кількома іноземними мовами, зокрема англійською, французькою та польською.

## Фільмографія
- «Двоє під однією парасолькою» (1983, режисер Г. Е. Юнгвальд-Хількевич)
- «Сезон чудес» (1985, режисер Г. Е. Юнгвальд-Хількевич)
- «Вище Радуги» (1986, режисер Г. Е. Юнгвальд-Хількевич)

### Самостійні твори
- Большие чудеса в маленьком городе, 1973.
- Канатоходцы, 1973.
- Волчок для Гулливера, 1973.
- В лесу прифронтовом, 1974.
- Время его учеников, 1977.
- Рыжий, красный, человек опасный, 1979.
- Двое под одним зонтом, 1980.
- Мелодия раннего утра, 1982.
- Странники: Юношеская фантазия, 1982.
- Требуется чудо, 1983.
- Ряд волшебных изменений милого лица, 1984.
- Как хорошо быть генералом, 1985.
- Новое платье короля, 1986.
- Неформашки, 1988.
- Стена, 1989.
- Стоп-кран, 1989.
- Стена,, 1990
- Он уже с нами, 1990.
- Время его учеников, 1992.

### У співавторстві із батьком
- Хождение за три мира, 1966
- Новый Аладдин, 1966.
- Глаза века, 1967
- Четыре цвета памяти, 1967
- Фирма «Прощай, оружие!», 1968
- Рай без памяти, 1968.
- Джинн из лазури, 1970
- Селеста-7000, 1971
- Очень большая глубина, 1971
- Огневки, 1972
- Все дозволено, 1973
- Человек, который не мог творить чудеса, 1974

### У співавторстві із сином
- 2000 — Место покоя Моего
- 2001 — Убей страх
- 2001 — Чаша ярости
- 2002 — Ной и его сыновья
- 2002 — Смертные боги
- 2002 — Шекспир и его смуглая леди